# MechAssault (serie)
MechAssault è una serie di videogiochi ispirata sia al gioco da tavolo BattleTech (originariamente prodotto dall'editore FASA Corporation), che ai videogiochi della serie MechWarrior. Avente un tema fantascientifico e come principali obiettivi azioni belliche eseguite a bordo di mech, è stata realizzata esclusivamente per le console di gioco Xbox (primi due episodi) e Nintendo DS (terzo capitolo).

## Trama generica
Dal XXII secolo, l'umanità, propulsa da determinanti scoperte scientifiche, si diffuse per molte centinaia di anni luce lontano dall'alveo della Terra. Nel secolo successivo, le colonie formatisi presero a ribellarsi verso l'autorità centrale della madrepatria.
Amplissime regioni siderali oramai abitate (la Inner Sphere, la Periphery e la Deep Periphery), vennero governate nell'ambito di una sorta di un neo-feudalesimo alimentato da una condizione di permanente scontro bellico: in particolare, i confini interni della Inner Sphere furono disegnati dall'azione degli eserciti di cinque grandi "nazioni interstellari" (il Commonwealth Lirico, i Soli Confederati, la Lega Draconis, la Confederazione di Capella e la Lega dei Mondi Liberi), presiedute da altrettante Grandi Casate nobiliari (quella degli Steiner, dei Davion, dei Kurita, dei Liao e dei Marik).
Reggimenti di BattleMech, colossi cibernetici (in genere dal telaio antropomorfo) per l'ingaggio del combattimento, con a bordo piloti d'élite delle casate nobiliari (chiamati MechWarrior), divennero insostituibili sui campi di battaglia.

## Capitoli della serie
La serie di sparatutto MechAssault, debuttò sulla console Xbox con MechAssault, nel 2002; il seguito MechAssault 2: Lone Wolf, arrivò nel 2004, assieme a una "Limited Edition" (i primi due episodi furono prodotti da Microsoft). MechAssault: Phantom War, pubblicato da Majesco Entertainment, vide la luce nel 2006, per il dispositivo portatile Nintendo DS.
Sul piano della storia narrata, i primi due capitoli riprendono le medesime vicende, differendo completamente, di converso, da MechAssault: Phantom War.
Tabella riassuntiva della serie:
| Titolo                   | Data d'uscita     | Periodo d'ambientazione | Protagonisti        | Antagonisti                              |
| ------------------------ | ----------------- | ----------------------- | ------------------- | ---------------------------------------- |
| MechAssault              | 15 novembre 2002  | XXXI secolo             | Wolf's Dragoons     | Word of Blake                            |
| MechAssault 2: Lone Wolf | 28 dicembre 2004  | XXXI secolo             | Wolf's Dragoons     | Word of Blake                            |
| MechAssault: Phantom War | 12 settembre 2006 | XXXII secolo            | Commonwealth Lirico | Anodyne Cross Milizia Clan Hell's Horses |

## Principali differenze con la serie MechWarrior
A paragone con la saga MechWarrior (la quale punta ad un gameplay simulativo), quella MechAssault ha un approccio di tipo arcade, con armamenti recuperabili dalle unità abbattute, ripristino della blindatura dei mezzi mediante raccolta di power-up o parti perse dai mech, fino all'impiego del "Neurohacking", una pratica per mezzo della quale i giocatori, risolvendo rompicapi, sono in grado di prendere possesso di unità avversarie, incluse torrette difensive (tale sistema non venne implementato che a partire dal secondo episodio).
Assente è tutta la sezione pertinente alla personalizzazione dei mech, che al contrario caratterizza MechWarrior. Da segnalare inoltre, la disponibilità di Battle Armor (esoscheletri armati, indossabili per le fasi appiedate), laddove risultano poco presenti nella serie di riferimento.
Per ciò che concerne la visuale di gioco, la camera inquadra l'azione esclusivamente dalle spalle del mech manovrato (con l'ampia panoramica della visuale in terza persona), anziché anche dall'interno della cabina di guida (come selezionabile in MechWarrior).